# Boston Open 2018
Die Boston Open 2018 im Badminton fanden vom 4. bis zum 6. Mai 2018 im Rockwell Cage des Massachusetts Institute of Technology in Cambridge statt.

## Sieger und Platzierte
| Disziplin    | Gold                               | Silber                        | Bronze                                        |
| ------------ | ---------------------------------- | ----------------------------- | --------------------------------------------- |
| Herreneinzel | Ye Binghong                        | Pandu Dewantoro               | Mark Alcala                                   |
| Herreneinzel | Ye Binghong                        | Pandu Dewantoro               | Yoga Pratama                                  |
| Dameneinzel  | Zhang Beiwen                       | Sanchita Pandey               | Natalie Chi                                   |
| Dameneinzel  | Zhang Beiwen                       | Sanchita Pandey               | Ng Wan Win                                    |
| Herrendoppel | Ow Yao Han Yew Hong Kheng          | Arya Aldiartama Rangga Rianto | Pandu Dewantoro Yoga Pratama                  |
| Herrendoppel | Ow Yao Han Yew Hong Kheng          | Arya Aldiartama Rangga Rianto | Leonard Holvy de Pauw Sittichai Viboonsin     |
| Damendoppel  | Jing Yu Hong Zhang Beiwen          | Eva Lee Paula Obanana         | Jenna Gozali Della Surya                      |
| Damendoppel  | Jing Yu Hong Zhang Beiwen          | Eva Lee Paula Obanana         | Natcha Saengchote Tantaree Treeratanakuljarut |
| Mixed        | Sutichon Pol-Gul Natcha Saengchote | Chan Kwong Beng Eva Lee       | Derrick Ng Adrienne Lin                       |
| Mixed        | Sutichon Pol-Gul Natcha Saengchote | Chan Kwong Beng Eva Lee       | Sattawat Pongnairat Paula Obanana             |